# Oscar Pederneiras
Oscar Veloso Paranhos Pederneiras (Rio Pardo, 1860 — Rio de Janeiro, 12 de agosto de 1890) foi um advogado[carece de fontes?] e jornalista brasileiro, famoso como autor de peças do teatro de revista.
Filho de Manuel Veloso Paranhos Pederneiras e de Isabel França Leite Pederneiras, era irmão do poeta Mário Pederneiras e do caricaturista Raul Pederneiras. Formou-se na Faculdade de Direito de São Paulo, com passagens como jornalista pelo Jornal do Commercio e da revista A República, sendo promotor público no Rio de Janeiro.